# Giovanni Battista Maria Pallotta

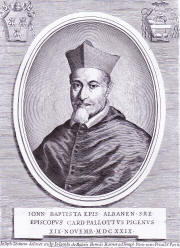
Kardinal Giovanni Battista Maria Pallotta (Stich 1668)

Giovanni Battista Maria Pallotta (* 2. Februar 1594 in Caldarola; † 22. Januar 1668 in Rom) war ein italienischer Kardinal.

## Leben

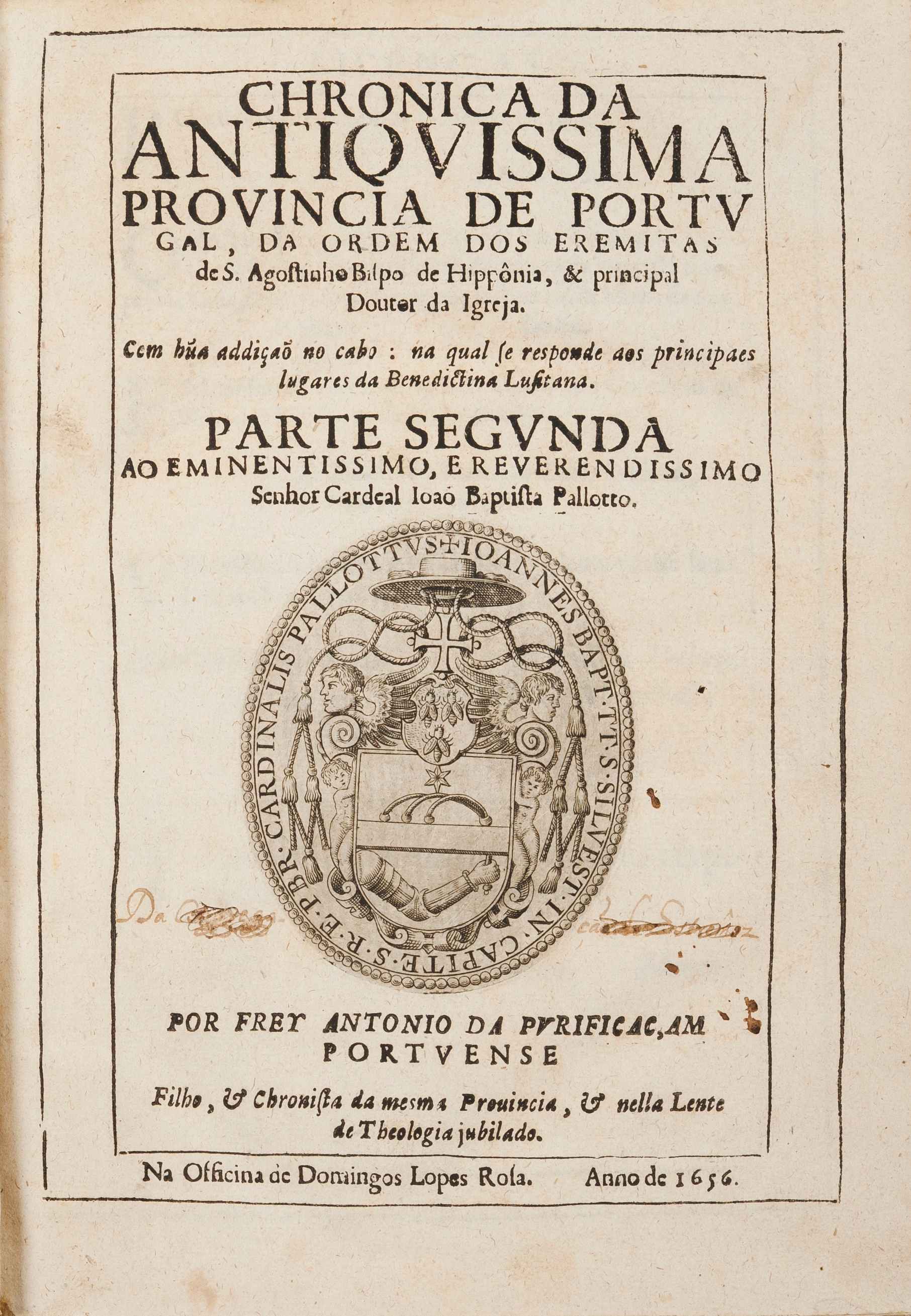
Palottas Kardinalwappen (auf dem Deckblatt der Chronica da Antiquissima Província de Portugal, Lissabon 1656)

Er stammte aus einer adligen Familie. Kardinal Giovanni Evangelista Pallotta war sein Onkel, weitere Familienmitglieder waren die Kardinäle Guglielmo Pallotta und Antonio Pallotta.
Am Ende der Zwanzigerjahre des 17. Jahrhunderts war er päpstlicher Nuntius, seit 1628 auch Titularerzbischof von Thessalonica. Er wurde am 19. November 1629 von Papst Urban VIII. zum Kardinalpriester der Titelkirche San Lorenzo in Lucina erhoben. 1631 erhielt er die Titelkirche San Silvestro in Capite.
Im Jahr 1647 war er Kämmerer des Heiligen Kardinalskollegiums. 1648 und 1649 beschäftigte er den verbannten englischen Dichter Richard Crashaw als Sekretär. Er wurde 1663 zum Kardinalbischof von Albano und 1666 zum Kardinalbischof von Frascati ernannt.
Giovanni Battista Maria Pallotta starb am 22. Januar 1668 gegen 5 Uhr morgens und wurde zunächst in der römischen Kirche Santo Spirito in Sassia bestattet. Seine letzte Ruhestätte fand er später in seinem Heimatort Caldarola.